# Sigmistes caulias
Sigmistes caulias är en fiskart som beskrevs av Rutter, 1898. Sigmistes caulias ingår i släktet Sigmistes och familjen simpor. Inga underarter finns listade i Catalogue of Life.